# TDK DJ
DJ（ディージェィ、Disc Jack）は、かつてTDKが1994年から2000年まで販売していたコンパクトカセットテープの商品名。

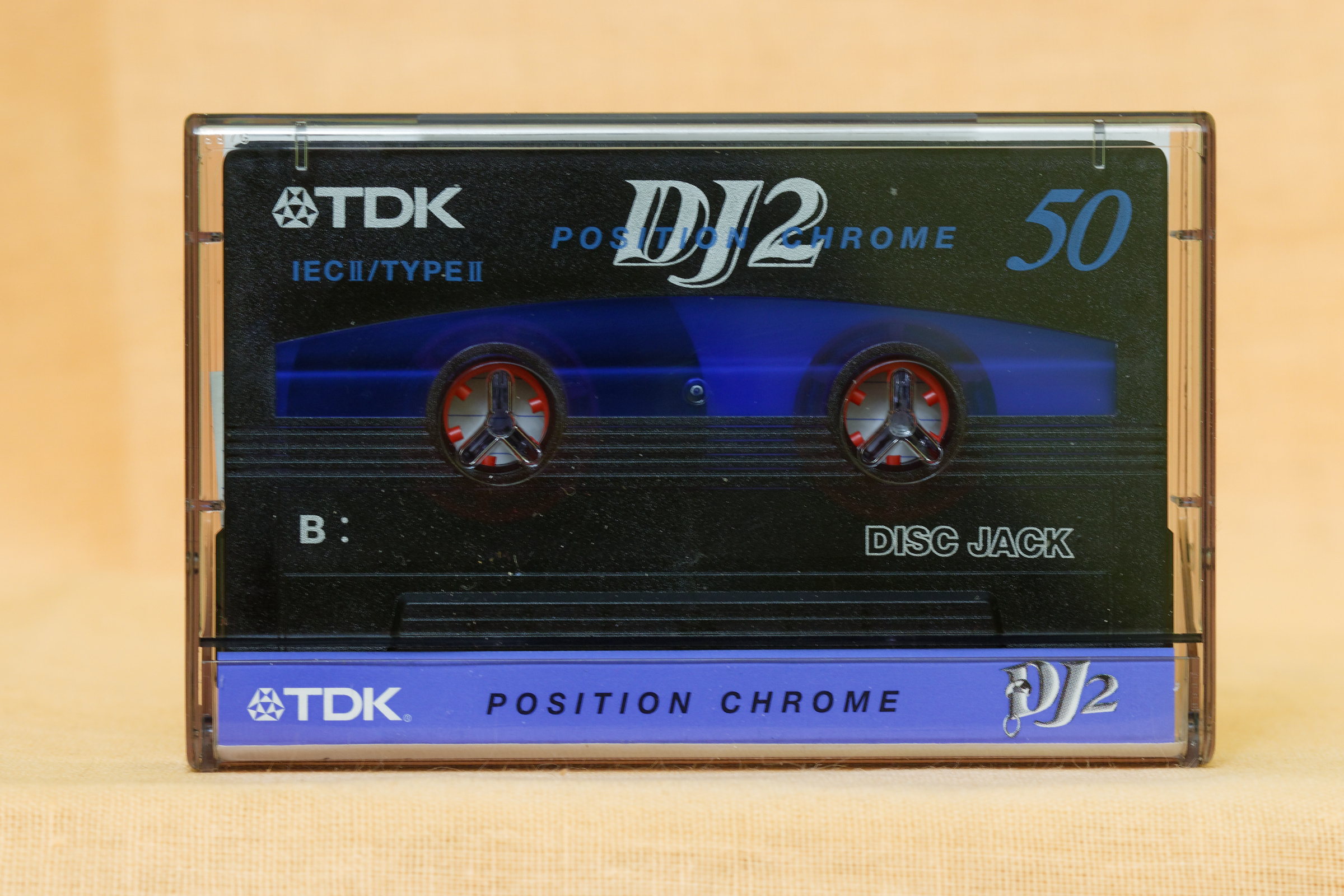
TDK DJ2
（画像は海外向け製品）

## 概要
先行して発売されたCDingシリーズに対して、シングルCDからのオリジナルテープ作りを想定した商品となっており、20曲のタイトル書きができるインデックスカードやタイトル入りラベルが付属していた。
CDingシリーズと同様にノーマルポジション・ハイポジション・メタルポジションの3種類が存在したが、このうちメタルポジションはMETAL CDing共々1998年7月を以ってMA-EXに統合され、生産・出荷を終了した。
1999年（平成11年）時点では、46、50、54、60、64、70、74、80、90、120分のラインナップが存在した。